# الفصحيون الفيرونيون

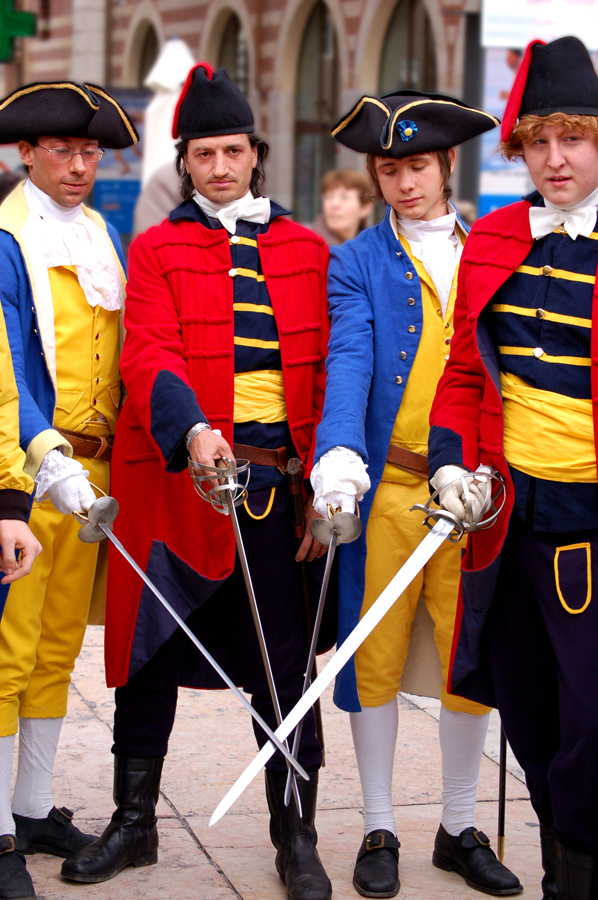

الفصحيون الفيرونيون (بالإيطالية: Pasque Veronesi)‏ هو تمرد خلال الحملة الإيطالية في 1797، حيث ثار سكان فيرونا والمناطق المحيطة بها ضد قوات الاحتلال الفرنسي بقيادة أنطوان بالان في حين كان نابليون بونابرت (القائد الأعلى للحملة الفرنسية في إيطاليا) منشغلًا بقتال النمسا.